# Marnix Engels
Marnix Engels (21 januari 1980) is een Nederlandse atleet, die zich heeft toegelegd op de meerkamp, in het bijzonder de incourante twintigkamp. Op dit nummer werd hij in 2007 wereldkampioen.

## Biografie

### Jeugdkampioen hink-stap-springen
Engels begon reeds op achtjarige leeftijd met atletiek bij de Voorburgse afdeling van de Rotterdamse voetbal- en atletiekvereniging Sparta. Aanvankelijk ontwikkelde hij zich vooral op de springnummers, met name op het hoogspringen en hink-stap-springen. Op dit laatste onderdeel behaalde hij in 1999 zijn eerste nationale titel bij de A-junioren, terwijl hij op het eerste in 2003 de 2 meter bedwong. Op geen van beide springnummers behaalde hij overigens verdere aansprekende successen op nationale kampioenschappen.
Dat deed hij opmerkelijk genoeg wel op de 400 m horden. In drie opeenvolgende jaren wist Engels, die sinds 2002 lid was van Leiden Atletiek, tijdens de Nederlandse baankampioenschappen op dit nummer tot de finale door te dringen, met een bronzen medaille op het NK van 2006 als voornaamste resultaat.

### Brons, zilver en goud
In 2003 kreeg Marnix Engels belangstelling voor de twintigkamp, een incourant atletieknummer dat niet onder auspiciën van de IAAF plaatsvindt, maar de International Association for Ultra Multievents (IAUM) als overkoepelende organisatie kent. In zijn allereerste twintigkamp dat jaar in Delft scoorde hij 11459 punten. Een jaar later werd hij bij de wereldkampioenschappen in het Britse Gateshead al gelijk derde met 11852 punten.
In 2006 nam Engels opnieuw deel aan de wereldkampioenschappen twintigkamp, die ditmaal in het verre Bendigo in Australië werden gehouden. Hij veroverde nu zelfs de zilveren medaille met een score, die nauwelijks onderdeed voor die van twee jaar ervoor: 11752 punten. Een maand eerder was hij op de "Dubbele tienkamp" van AV'40 in Delft tot een totaal gekomen van 12172 punten, een officieus Nederlands record.

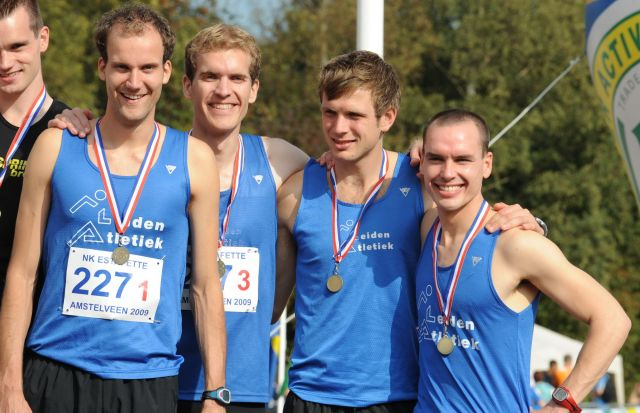
Marnix Engels (tweede van links) met teamgenoten na hun overwinning op de estafettekampioenschappen.

In 2007 werd de opklimmende reeks WK-prestaties van Marnix Engels in het Finse Jyväskylä bekroond met de wereldtitel. Met een totaal van 12004 punten liet hij al zijn concurrenten ver achter zich.

### Bergmarathon
Engels houdt van extreme uitdagingen. In 2008, tijdens een verblijf van een jaar in Zwitserland, nam hij voor de eerste maal deel aan een bergmarathon. Het jaar erop besteedde hij vervolgens veel aandacht aan de middenafstand, waarop hij zijn PR-prestaties aanzienlijk bijstelde. Dat jaar nam hij ook deel aan de Nederlandse estafettekampioenschappen in Amstelveen. Als lid van het team van Leiden Atletiek werd hij hier samen met Roel van Opdorp, Pascal Noort en Sven Grundeken kampioen op de 4 x 800 m estafette.

### Wereldrecord
In april 2010 vestigde Marnix Engels opnieuw de aandacht op zich als meerkamper. Tijdens de Fourth Helsinki Indoor Tetradeclathon in Helsinki verbeterde hij het op naam van de Australiër David Purdon staande wereldrecord van 8073 punten op de veertienkamp met bijna 350 punten! De Nederlandse atletiek-omnivoor kwam in de Finse hoofdstad tot een totaal van 8421 punten.
Sinds 2010 is Marnix Engels, die al enkele jaren in Rotterdam woont, aangesloten bij het Rotterdamse PAC.

## Persoonlijke records
Outdoor
| Discipline         | Prestatie       | Datum                | Plaats record |
| ------------------ | --------------- | -------------------- | ------------- |
| 400 m              | 49,91 s         | 23 juli 2006         | Amsterdam     |
| 1000 m             | 2.27,78         | 3 juli 2009          | Rotterdam     |
| 1500 m             | 3.57,0=         | 26 juni 2009         | Naaldwijk     |
| 10.000 m           | 39.24,43        | 26 augustus 2007     | Jyväskylä     |
| 110 m horden       | 16,36 s         | 11 mei 2005          | Leiden        |
| 200 m horden       | 26,16 s         | 16 september 2006    | Delft         |
| 400 m horden       | 53,28 s         | 9 juli 2006          | Amsterdam     |
| 3000 m steeple     | 9.43,62         | 9 mei 2010           | Heerhugowaard |
| hoogspringen       | 2,00 m          | 15 juni 2003         | Amsterdam     |
| hink-stap-springen | 13,47 m         | 26 september 2004    | Groningen     |
| speerwerpen        | 40,18 m         | 21 september 2003    | Delft         |
| tienkamp           | 6088 p          | 26/27 augustus 2006  | Amersfoort    |
| twintigkamp        | 12171 p (ex-NR) | 16/17 september 2006 | Delft         |

Indoor
| Discipline         | Prestatie      | Datum            | Plaats record |
| ------------------ | -------------- | ---------------- | ------------- |
| hink-stap-springen | 13,53 m        | 24 januari 2004  | Münster       |
| veertienkamp       | 8421 p (ex-WR) | 10/11 april 2010 | Helsinki      |

## Palmares

### 400 m horden
- 2005: 8e NK - 56,27 s
- 2006:  NK - 53,28 s
- 2007: 7e NK - 54,63 s

### 4 x 800 m
- 2009:  NK Estafette in Amstelveen - 7.42,93

### veertienkamp
- 2010:  Fourth Helsinki Indoor Tetradeclathon - 8421 p (WR)

### twintigkamp
- 2004:  WK in Gateshead - 11852 p
- 2006:  WK in Bendigo - 11752 p
- 2007:  WK in Jyväskylä - 12004 p